# Akademie der Wissenschaften und der Literatur

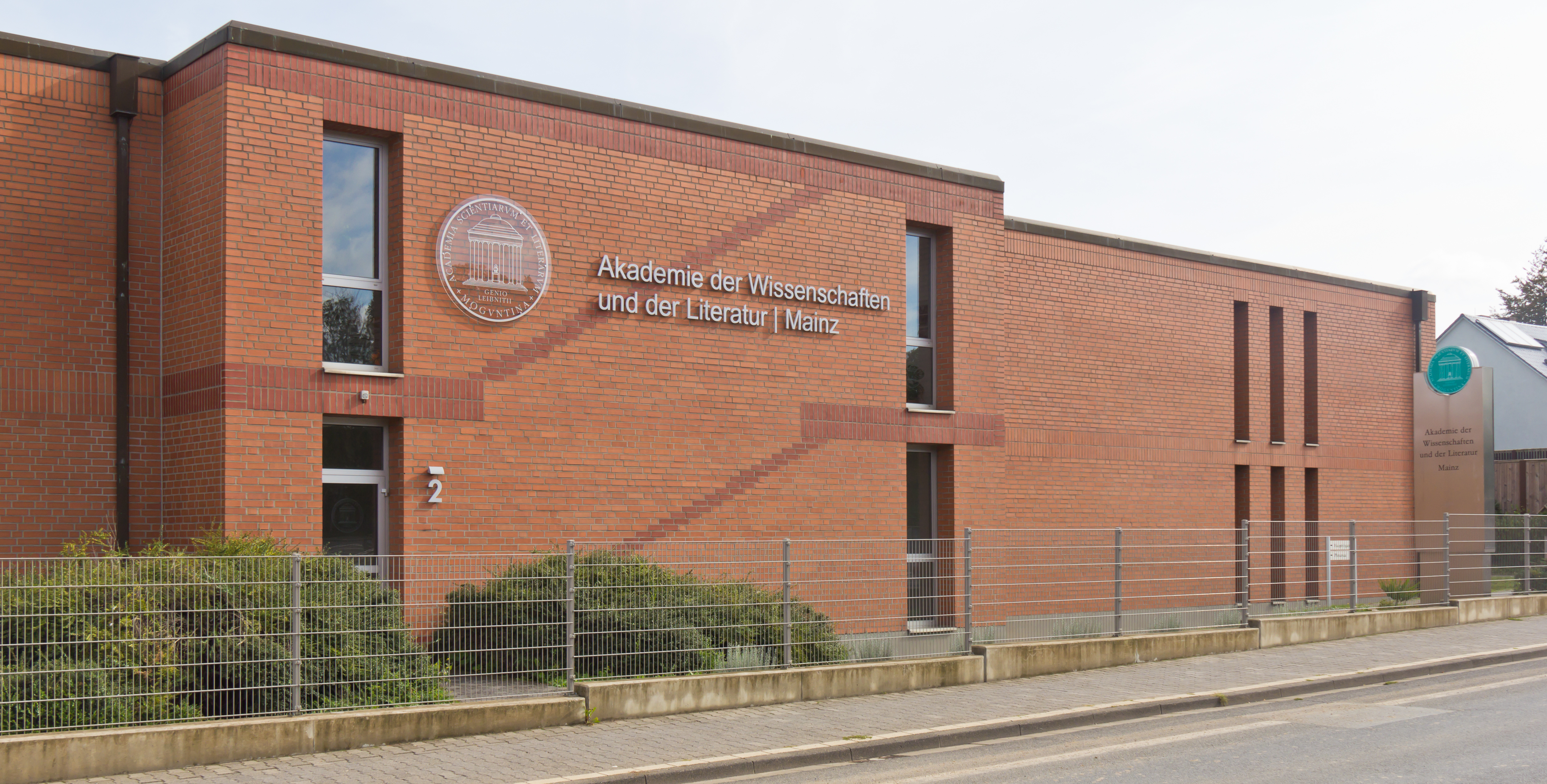
Hauptgebäude, Geschwister-Scholl-Straße, Mainz (Foto: 2011)

Die Akademie der Wissenschaften und der Literatur in Mainz (AdW-Mainz) ist eine deutsche Wissenschaftsakademie. Sie hat das Ziel der Pflege der Wissenschaften und der Literatur und der Bewahrung und Förderung der Kultur. Sie ist einerseits eine interdisziplinäre und die Landesgrenzen überschreitende Gelehrtengesellschaft, andererseits Trägerin von Forschungsvorhaben aus verschiedensten Fachrichtungen.

## Geschichte
Die Wurzeln der Akademie liegen in der Gründung der „Kurfürstlichen Brandenburgischen Sozietät der Wissenschaften“ durch Gottfried Wilhelm Leibniz im Jahre 1700. Aus dieser Sozietät gingen später die „Preußische Akademie der Wissenschaften“, nach dem Zweiten Weltkrieg die „Akademie der Wissenschaften der DDR“ sowie die »Akademie der Wissenschaften und der Literatur zu Mainz« hervor. Schon Leibniz’ Anliegen, auf den das Siegel der Mainzer Akademie mit dem Motto Genio Leibnitii („Im Geiste Leibniz’“) Bezug nimmt, war die Vereinigung herausragender Wissenschaftler aller Disziplinen zur Förderung interdisziplinärer Spitzenforschung und zum Dialog über brennende Gegenwarts- und Zukunftsfragen der Gesellschaft.
Die Idee zur Gründung einer Akademie der Wissenschaften und der Literatur in Westdeutschland entstand 1949 unter ehemaligen Mitgliedern der Preußischen Akademie. Sie wollten nach dem Zweiten Weltkrieg in der neu gegründeten Bundesrepublik ihre Forschungen und Projekte fortsetzen.
Verbündete für die Gründung der Mainzer Akademie fanden sie in der französischen Besatzungszone. Dabei ist General Raymond Schmittlein zu nennen, der schon den Wiederaufbau der Mainzer Universität und die Gründung des Instituts für Europäische Geschichte beförderte. Ebenso war es Alfred Döblin, der – aus dem Exil zurückgekehrt – in Baden-Baden als Kulturoffizier arbeitete und ebenfalls eine Wiedergründung der Preußischen Akademie der Künste und deren Sektion für Dichtkunst im Sinn hatte.
Am 9. Juli 1949 wurde eine Wissenschaftsakademie gegründet. Sie nahm eine singuläre Stellung in der deutschen Akademienlandschaft ein, da sie außer einer Mathematisch-Naturwissenschaftlichen sowie einer Geistes- und Sozialwissenschaftlichen Klasse auch eine Klasse der Literatur (inzwischen erweitert um die Musik) aufwies. Als Sitz für die neu gegründete Akademie wurde von Beginn an der heutige Standort in Mainz ausgewählt.

## Forschung
Sie ist einerseits eine die Landesgrenzen überschreitende Gelehrtengesellschaft, andererseits Trägerin verschiedener Forschungsvorhaben und Veranstalterin wissenschaftlicher Tagungen und Symposien. Die AdW-Mainz ist Mitglied in der Union der deutschen Akademien der Wissenschaften.
Die Akademie legt bei ihrer Arbeit den Schwerpunkt auf das Gebiet langfristiger Grundlagenforschung, sofern diese nicht durch andere Institutionen wie beispielsweise die Max-Planck-Gesellschaft getragen wird.
Die AdW-Mainz betreut viele Gesamtausgaben bekannter Komponisten (Bach-Ausgabe, Haydn-Gesamtausgabe, Mozart-Ausgabe, Wagner-Gesamtausgabe, Carl-Maria-von-Weber-Gesamtausgabe, Schönberg-Gesamtausgabe) und das Répertoire International des Sources Musicales (RISM) mit einer Zentralredaktion an der Universitätsbibliothek in Frankfurt am Main.

## Rechtsform und Struktur

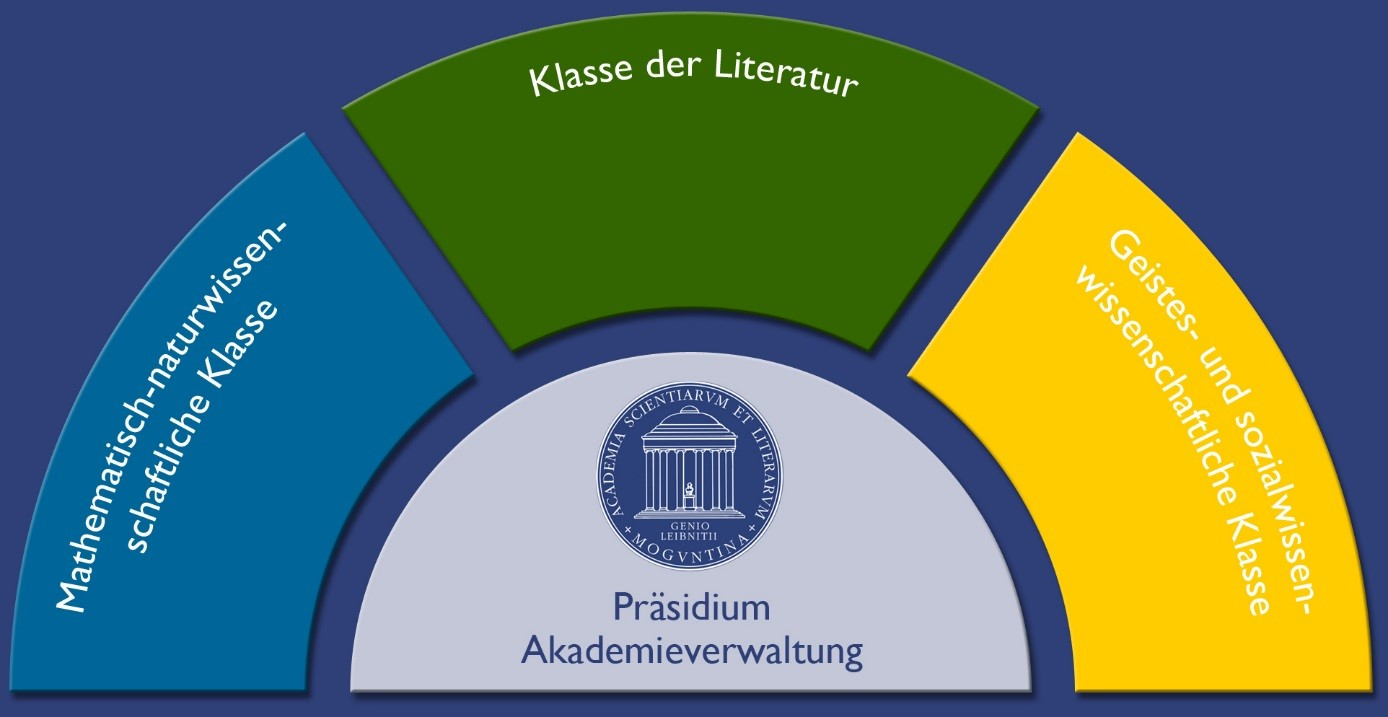
Struktur der Akademie der Wissenschaften und der Literatur

Die AdW-Mainz ist eine Körperschaft des öffentlichen Rechts. Sie ist eine Landeseinrichtung des Landes Rheinland-Pfalz.

### Klassen
Die AdW-Mainz gliedert sich in drei Klassen:
- Mathematisch-naturwissenschaftliche Klasse
- Geistes- und sozialwissenschaftliche Klasse
- Klasse der Literatur und der Musik

An der Spitze der Akademie steht der Präsident, unterstützt von den durch die drei Klassen gewählten Vizepräsidenten sowie einem Generalsekretär. Jede der drei Klassen kann bis zu 50 ordentliche Mitglieder aus ganz Deutschland wählen, die ein möglichst breites Fächerspektrum präsentieren und zu den führenden Wissenschaftlern ihres Faches gehören. Die meisten der Mitglieder – Wissenschaftler und Schriftsteller – wurden vielfach ausgezeichnet. Den Nobelpreis erhielten u. a. Niels Bohr, Otto Hahn, Konrad Lorenz, Halldór Laxness, Heinrich Böll, und Jean-Marie Lehn.
Jede Klasse hat 50 ordentliche und bis zu 50 korrespondierende Mitglieder. Die ordentlichen Mitglieder werden aus den Reihen von Professoren oder Schriftstellern aus der ganzen Bundesrepublik auf Lebenszeit gewählt. Mit Thomas Aigner, bis dahin Mitglied der mathematisch-naturwissenschaftlichen Klasse, trat im Dezember 2020 erstmals ein Wissenschaftler aus der Akademie aus. Er tat dies aus Protest, weil die Akademie zur angeblichen „Panikmache“ im Zuge der COVID-19-Pandemie durch Stellungnahmen der Leopoldina geschwiegen habe. Die korrespondierenden Mitglieder sind international renommierte Wissenschaftler. Eine Neuerung im Jahre 2010 war die Erweiterung der Klasse der Literatur um den Bereich Musik und die Zuwahl namhafter Musiker und Komponisten.
Amtierender Präsident der Akademie ist derzeit Reiner Anderl.

### Ort des Dialogs
Viermal im Jahr finden reguläre Sitzungen statt, in denen sich alle Klassen zu einem fächerübergreifenden Diskurs treffen. Dazu gibt es öffentliche Vorträge mit anschließenden Diskussionen, ebenso Symposien und Tagungen, die aus dem Forschungsumfeld der Mitglieder und der Projekte entstehen und sich aktuellen Themen widmen. In der Reihe Zukunftsfragen der Gesellschaft setzen sich Experten interdisziplinär z. B. mit Problemen der Globalisierung, der biomedizinischen Ethik, des Klimawandels, Fragen der Religionen oder dem Problem der Alterung unserer Gesellschaft auseinander. Die Antworten auf solche Fragestellungen liefern dabei auch Erkenntnisse für Politik und Gesellschaft. Auch zusätzlich durchgeführte Symposien zu Themen wie Perspektiven zukünftiger Energieversorgung, zur Eurokrise oder zu Fragen des Fundamentalismus greifen aktuelle Debatten auf.

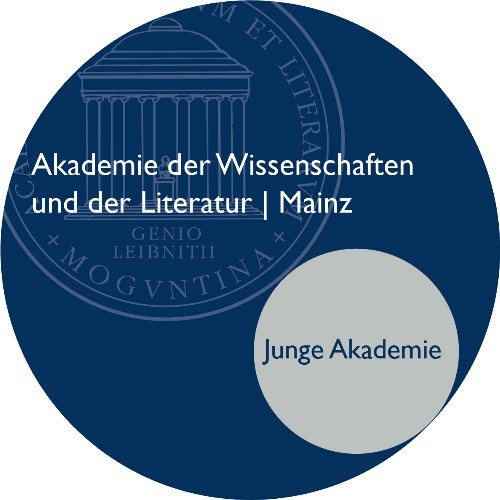
Logo der Jungen Akademie

### „Junge Akademie“
Die Junge Akademie der Akademie der Wissenschaften und der Literatur Mainz setzt sich aus 50 Mitgliedern zusammen, welche in Anerkennung ihrer bisherigen herausragenden wissenschaftlichen und künstlerischen Leistungen für die Dauer von vier Jahren aufgenommen werden. Die Mitgliedschaft in der Jungen Akademie unterstützt sie bei der Weiterverfolgung ihrer wissenschaftlichen Laufbahn und bietet ihnen die Möglichkeit, ihr wissenschaftliches Netzwerk unter dem Zeichen der Interdisziplinarität zu erweitern.
Ziel der Jungen Akademie ist der fächer- und generationenübergreifende Dialog zwischen exzellenten Wissenschaftlern, der zu einem fruchtbaren Austausch und zu wissenschaftlicher Exzellenz führen soll. Die Mitglieder nehmen durch die Beteiligung an den Plenarsitzungen und an weiteren Veranstaltungen am Akademiegeschehen aktiv teil. Darüber hinaus können sie eigene Forschungsinitiativen und Veranstaltungen initiieren.
Die finanzielle Unterstützung der Jungen Akademie erfolgt durch die Fritz Thyssen Stiftung, die einen besonderen Wert in der Integration von Nachwuchswissenschaftlern in die bereits etablierte Gelehrtengesellschaft der Mainzer Akademie sieht. Es besteht außerdem eine Kooperation mit der Werner-Reimers-Stiftung in Bad Homburg, die der Jungen Akademie ihre Räumlichkeiten für zusätzliche Veranstaltungen zur Verfügung stellt.

### „Digitale Akademie“ und „Mainzer Zentrum für Digitalität“
Das Aufgabenspektrum der Digitalen Akademie umfasst die Bereiche der Konzeption, Gestaltung und Realisierung geisteswissenschaftlicher Forschungsapplikationen bzw. virtueller Forschungsumgebungen mittels informatischer Verfahren, die Beratung der Akademie zu allen Aspekten von Digitalisierungsvorhaben sowie die Projektbegleitung bei der Umsetzung digitaler Komponenten zusammen mit Partnern aus Wissenschaft und Wirtschaft. Gleichzeitig forscht die Digitale Akademie an Kernfragen der Digitalen Geisteswissenschaften mit Fokus auf dem Langzeitcharakter des Akademienprogramms.
Im Mainzed (Eigenschreibweise mainzed), dem Mainzer Zentrum für Digitalität in den Geistes- und Kulturwissenschaften, ist die Akademie mit fünf weiteren Mainzer Wissenschaftsorganisationen verbunden: dem Institut für Geschichtliche Landeskunde Rheinland-Pfalz e. V., dem Leibniz-Institut für Europäische Geschichte, der Hochschule Mainz, der Johannes Gutenberg-Universität Mainz und dem Leibniz-Zentrum für Archäologie (dieses noch als Gründungsmitglied unter dem Namen Römisch-Germanisches Zentralmuseum). Das Ziel ist, sich gemeinsam der Forschung und Vermittlung im Bereich der Digitalen Geistes- und Kulturwissenschaften (Digital Humanities) zu widmen.

## Preise und Stiftungen

### Preise
Die Akademie vergibt folgende Preise:
- Akademiepreis des Landes Rheinland-Pfalz
- Akademiepreis des Landes Rheinland-Pfalz für innovative und zukunftsweisende Forschung
- Alfred Döblin-Medaille
- Förderpreis Biodiversität
- Hans-Gál-Preis
- Joachim Vogel-Gedächtnispreis
- Joseph-Breitbach-Preis
- Leibniz-Medaille
- Hans-Erich-Nossack-Akademiepreis für Dichter und ihre Übersetzer
- Preis der Peregrinus-Stiftung (Akademie der Wissenschaften und der Literatur)
- Robert Schumann-Preis für Dichtung und Musik
- Sibylle Kalkhof-Rose Akademie-Preis für Geisteswissenschaften
- Walter Kalkhof-Rose-Gedächtnispreis
- Wilhelm-Heinse-Medaille

### Stiftungen
- Akademiestiftung Mainz
- Kulturstiftung Hanna und Stefan Schmitz
- Kurt-Ringger-Stiftung
- Walter und Sibylle Kalkhof-Rose-Stiftung
- Wilhelm-Lauer-Stiftung

## Regelmäßige Veranstaltungen
- Literatur im Landtag
- Musik im Landtag
- Mainzer Musikdozentur
- Mainzer Poetikdozentur
- Mainzer Poetikrunde

## Publikationen
- Musikalische Denkmäler (Akademie der Wissenschaften und der Literatur).
- Abhandlungen der Akademie der Wissenschaften und der Literatur. Geistes- und sozialwissenschaftliche Klasse. Mainz / Wiesbaden 1950 ff.

- fortlaufendes Publikationsverzeichnis auf Zotero

### Mitglieder
- http://www.adwmainz.de/mitglieder.html

### Aktuelle Forschungsprojekte
- Altägyptische Kursivschriften. Digitale Paläographie und systematische Analyse des Hieratischen und der Kursivhieroglyphen
- Arnold Schönberg - Sämtliche Werke
- Augustinus-Lexikon
- Beethovens Werkstatt: Genetische Textkritik und Digitale Musikedition
- Bernd Alois Zimmermann-Gesamtausgabe. Historisch-kritische Ausgabe seiner Werke, Schriften und Briefe
- Carl Maria von Weber - Sämtliche Werke, Tagebücher, Briefe und Schriften
- Christoph Willibald Gluck - Sämtliche Werke
- Controversia et Confessio. Quellenedition zur Bekenntnisbildung und Konfessionalisierung (1548-1580)
- Das Corpus der hethitischen Festrituale: staatliche Verwaltung des Kultwesens im spätbronzezeitlichen Anatolien
- Corpus monodicum. Die einstimmige Musik des lateinischen Mittelalters. Gattungen – Werkbestände – Kontexte
- Corpus der Quellen zur Geschichte der Juden im spätmittelalterlichen Reich
- Corpus Vitrearum Medii Aevi
- Die Deutschen Inschriften
- Die Schule von Salamanca. Eine digitale Quellensammlung und ein Wörterbuch ihrer juristisch-politischen Sprache
- Das Digitale Familiennamenwörterbuch Deutschlands (DFD)
- Forschungskontinuität und Kontinuitätsforschung. Siedlungsarchäologische Grundlagenforschung zur Eisenzeit im Baltikum
- Franz Schubert - Neue Ausgabe sämtlicher Werke
- Funde der älteren Bronzezeit
- Georg Friedrich Händel - Hallische Händel-Ausgabe
- Handschriftencensus (HSC) – Kompetenzzentrum Deutschsprachige Handschriften des Mittelalters
- Hans Kelsen Werke (HKW)
- Historiographie und Geisteskultur Kaschmirs
- Johannes Brahms - Neue Ausgabe sämtlicher Werke
- Joseph Haydn – Werke
- Leichenpredigten der Frühen Neuzeit
- Lessico Etimologico Italiano
- Max Reger Institut, Reger-Werkausgabe (RWA)
- Mittelhochdeutsches Wörterbuch
- OPERA – Spektrum des europäischen Musiktheaters in Einzeleditionen
- Propyläen. Forschungsplattform zu Goethes Biographica. Briefe, Tagebücher, Begegnungen und Gespräche. Chronologie. Quellen. Recherche. Fokus
- Quellensammlung zur Geschichte der deutschen Sozialpolitik 1867 bis 1914
- Regesta Imperii (Quellen zur Reichsgeschichte)
- regionalsprache.de (REDE)
- Répertoire International des Sources Musicales (RISM), Zentralredaktion Frankfurt
- Répertoire International des Sources Musicales (RISM), Arbeitsgruppe Deutschland
- Richard Wagner Schriften (RWS). Historisch-kritische Gesamtausgabe
- Robert Schumann - Neue Ausgabe sämtlicher Werke
- Siedlungen der Bronzezeit
- Winckelmann-Ausgabe